# Ołeksandr Martyniuk
Ołeksandr Martyniuk (ukr. Олександр Мартинюк; ros. Александр Мартынюк, Aleksandr Martyniuk; ur. w 1969) – radziecki i ukraiński siatkarz, grający na pozycji rozgrywającego. W latach 1991–93 występował w polskiej drużynie Czarnych Radom w rozgrywkach Ekstraklasy. W wojskowym klubie zadebiutował 25 stycznia 1991 w meczu I kolejki ligowej, przegranym z Płomieniem Sosnowiec 1:3. W radomskim zespole zazwyczaj pełnił funkcję rezerwowego. W 1992 ze dwoją drużyną w lidze zajął 5. miejsce, a rok później - 6. Wcześniej był drugim rozgrywającym Szachtara Donieck. Otrzymywał również powoływania na obozy reprezentacji ZSRR juniorów.